# Artemisia galinae
Artemisia galinae là một loài thực vật có hoa trong họ Cúc. Loài này được Ikonn. mô tả khoa học đầu tiên năm 1991.